# Haemaphysalis calva
Haemaphysalis calva är en fästingart som beskrevs av Thomas Nuttall och Warburton 1915. Haemaphysalis calva ingår i släktet Haemaphysalis och familjen hårda fästingar. Inga underarter finns listade i Catalogue of Life.